# Rafael Lledó
Pour les articles homonymes, voir Lledó (homonymie).
Rafael Lledó, né le 2 mars 1922, à Santiago del Estero, en Argentine, est un ancien joueur argentin de basket-ball.

## Palmarès
- Champion d'Amérique du Sud 1941, 1942
- Finaliste du championnat d'Amérique du Sud 1940, 1943
- 3e du championnat d'Amérique du Sud 1945, 1947